# Volta Limburg Classic 2016
De 43e editie van de Nederlandse wielerwedstrijd Volta Limburg Classic werd gehouden op 2 april 2016. De start en finish vonden plaats in Eijsden. De wedstrijd maakt deel uit van de UCI Europe Tour 2016, in de categorie 1.1. In 2015 won de Zwitser Stefan Küng. Deze editie werd gewonnen door de in Maastricht geboren Floris Gerts. Hij sprong in de laatste twee kilometer weg uit een kopgroep van tien, waarvan vijf renners van BMC.
Aan de start stonden renners als oud-winnaar Moreno Hofland (2014), Gerald Ciolek, Damiano Cunego, Matthew Goss, Davide Rebellin, Rob Ruijgh en een sterk BMC met onder anderen Philippe Gilbert.

## Deelnemende ploegen
| WorldTour          | ProContinentaal             | Continentaal           |
| ------------------ | --------------------------- | ---------------------- |
| BMC Racing Team    | CCC Sprandi Polkowice       | Rabobank DT            |
| Team LottoNL-Jumbo | Roompot-Oranje Peloton      | Team Kuota-Lotto       |
|                    | Gazprom-RusVelo             | Babydump               |
|                    | Stölting Service Group      | Crelan-Vastgoedservice |
|                    | Bardiani CSF                | Parkhotel Valkenburg   |
|                    | Nippo-Vini Fantini          | Jo Piels               |
|                    | Topsport Vlaanderen-Baloise | Metec-TKH              |
|                    | Direct Énergie              | Team 3M                |
|                    | ONE Pro Cycling             | Join-S\|De Rijke       |
|                    |                             | An Post-Chain Reaction |
|                    |                             | Wallonie-Bruxelles     |
|                    |                             | Team Coop-Øster Hus    |
|                    |                             | Team Differdange-Losch |

## Uitslag
| Volta Limburg Classic 2016 |                     |                        |          |
| Plaats                     | Naam                | Ploeg                  | Tijd     |
| Winnaar                    | Floris Gerts        | BMC Racing Team        | 4u56'27" |
| 2                          | Sonny Colbrelli     | Bardiani CSF           | z.t.     |
| 3                          | Philippe Gilbert    | BMC Racing Team        | +0'03"   |
| 4                          | Rick Zabel          | BMC Racing Team        | z.t.     |
| 5                          | Iuri Filosi         | Nippo-Vini Fantini     | z.t.     |
| 6                          | Huub Duyn           | Roompot-Oranje Peloton | z.t.     |
| 7                          | Krister Hagen       | Team Coop-Øster Hus    | +0'05"   |
| 8                          | Olivier Pardini     | Wallonie-Bruxelles     | z.t.     |
| 9                          | Loïc Vliegen        | BMC Racing Team        | +0'07"   |
| 10                         | Dylan Teuns         | BMC Racing Team        | +0'12"   |
| 11                         | Coen Vermeltfoort   | Join-S\|De Rijke       | +0'14"   |
| 12                         | Moreno Hofland      | Team LottoNL-Jumbo     | +0'15"   |
| 13                         | Gerry Druyts        | Crelan-Vastgoedservice | z.t.     |
| 14                         | Michael Reihs       | Stölting Service Group | z.t.     |
| 15                         | Jeroen Meijers      | Rabobank DT            | z.t.     |
| 16                         | Steele Von Hoff     | ONE Pro Cycling        | z.t.     |
| 17                         | Elmar Reinders      | Cyclingteam Jo Piels   | z.t.     |
| 18                         | Raphael Freienstein | Team Kuota-Lotto       | z.t.     |
| 19                         | Xandro Meurisse     | Crelan-Vastgoedservice | z.t.     |
| 20                         | Michel Kreder       | Roompot-Oranje Peloton | z.t.     |

1973 · 1974 · 1975 · 1976 · 1977 · 1978 · 1979 · 1980 · 1981 · 1982 · 1983 · 1984 · 1985 · 1986 · 1987 · 1988 · 1989 · 1990 · 1991 · 1992 · 1993 · 1994 · 1995 · 1996 · 1997 · 1998 · 1999 · 2000 · 2001 · 2002 · 2003 · 2004 · 2005 · 2006 · 2007 · 2008 · 2009 · 2010 · 2011 · 2012 · 2013 · 2014 · 2015 · 2016 · 2017 · 2018 · 2019 · 2020 · 2021 · 2022 · 2023 · 2024
Etappewedstrijden

 Ster van Bessèges · 
 Ronde van Valencia · 
 La Méditerranéenne · 
 Ronde van de Algarve · 
 Ruta del Sol · 
 Ronde van de Haut-Var · 
 Ronde van de Provence · 
 Driedaagse van West-Vlaanderen · 
 Internationale Wielerweek · 
 Internationaal Wegcriterium · 
 Driedaagse van De Panne-Koksijde · 
 Ronde van de Sarthe · 
 Ronde van Castilië en León · 
 Ronde van Trentino · 
 Ronde van Kroatië · 
 Ronde van Turkije · 
 Ronde van Yorkshire · 
 Ronde van Asturië · 
 Ronde van Azerbeidzjan · 
 Vierdaagse van Duinkerke · 
 Ronde van Madrid · 
 Ronde van Picardië · 
 Ronde van Cova da Beira · 
 Ronde van Noorwegen · 
 World Ports Classic · 
 Ronde van België · 
 Ronde van Estland · 
 Ronde van Luxemburg · 
 Boucles de la Mayenne · 
 Ster ZLM Toer · 
 Ronde van Slovenië · 
 Ronde van Oostenrijk · 
 Sibiu Cycling Tour · 
 Ronde van Rhône Alpes-Valromey · 
 Ronde van Wallonië · 
 Ronde van Denemarken · 
 Ronde van Portugal · 
 Ronde van Burgos · 
 Ronde van Gévaudan Languedoc-Roussillon · 
 Ronde van de Ain · 
 Ronde van Tsjechië · 
 Arctic Race of Norway · 
 Ronde van de Limousin · 
 Ronde van Poitou-Charentes · 
 Tour des Fjords · 
 Ronde van Groot-Brittannië · 
 Ronde van Toscane · 
 Eurométropole Tour
Eendaagse wedstrijden

 Trofeo Felanitx-Ses Salines-Campos-Porreres · 
 Trofeo Pollença-Port de Andratx · 
 Trofeo Serra de Tramuntana · 
 Trofeo Playa de Palma-Palma · 
 GP La Marseillaise · 
 Grote Prijs van de Etruskische Kust · 
 Ronde van Murcia · 
 Clásica de Almería · 
 Trofeo Laigueglia · 
 Omloop Het Nieuwsblad · 
 Classic Sud Ardèche · 
 GP Lugano · 
 Kuurne-Brussel-Kuurne · 
 La Drôme Classic · 
 Le Samyn · 
 Strade Bianche · 
 GP Industria & Artigianato · 
 Ronde van Drenthe · 
 Nokere Koerse · 
 GP Nobili Rubinetterie · 
 Handzame Classic · 
 Classic Loire-Atlantique · 
 Grote Prijs van Cholet-Pays de Loire · 
 Dwars door Vlaanderen · 
 Route Adélie de Vitré · 
 Grote Prijs Miguel Indurain · 
 Volta Limburg Classic · 
 Ronde van La Rioja · 
 Parijs-Camembert · 
 Scheldeprijs · 
 Klasika Primavera · 
 Brabantse Pijl · 
 GP Denain · 
 Ronde van de Finistère · 
 Ronde van de Apennijnen · 
 Tro-Bro Léon · 
 La Roue Tourangelle · 
 Rund um den Finanzplatz Eschborn-Frankfurt · 
 Velothon Wales · 
 Grote Prijs van de Somme · 
 Grote Prijs van Plumelec · 
 Boucles de l'Aulne  · 
 Velothon Berlin · 
 GP Kanton Aargau · 
 Ronde van Keulen · 
 Ronde van Limburg · 
 Velothon Copenhagen · 
 Halle-Ingooigem · 
 GP Cerami · 
 Velothon Stuttgart · 
 Prueba Villafranca de Ordizia · 
 Rad am Ring · 
 Circuito de Getxo · 
 RideLondon Classic · 
 Polynormande · 
 Dwars door het Hageland · 
 Arnhem-Veenendaal Classic · 
 GP Jef Scherens · 
 GP Stad Zottegem · 
 Druivenkoers Overijse · 
 Schaal Sels · 
 Brussels Cycling Classic · 
 GP Fourmies · 
 Velothon Stockholm · 
 Ronde van de Doubs · 
 GP van Wallonië · 
 Coppa Bernocchi · 
 Coppa Agostoni · 
 Kampioenschap van Vlaanderen · 
 Grote Prijs Impanis-Van Petegem · 
 Memorial Marco Pantani · 
 GP van Isbergues · 
 GP Industria & Commercio di Prato · 
 Coppa Sabatini · 
 Ronde van Emilia · 
 Duo Normand · 
 GP Beghelli · 
 Ronde van de Drie Valleien · 
 Milaan-Turijn · 
 Ronde van Piemonte · 
 Ronde van de Vendée · 
 Ronde van het Münsterland · 
 Binche-Chimay-Binche · 
 Parijs-Bourges · 
 Parijs-Tours · 
 Nationale Sluitingsprijs